# Italian Baseball League 2015
L'Italian Baseball League 2015 è stata la 68ª edizione del massimo campionato italiano di baseball, la nona con la denominazione IBL e la sesta con il sistema a franchigie.
Il torneo è iniziato il 27 marzo 2015 e si è concluso l'8 settembre 2015.

## Formula
La prima fase, a differenza dell'anno precedente, viene giocata su un unico girone. Le prime quattro classificate si qualificano per il girone di semifinale, in cui il numero di partite per turno aumenta da due a tre. Le finali sono giocate dalle due squadre meglio classificate nel girone di semifinale.

## Squadre
- Angel Service Nettuno 2
- Città di Nettuno
- Godo Knights
- Parma Baseball
- Rimini Baseball
- T&A San Marino
- Tommasin Padova
- UnipolSai Bologna

## Manager
| Club                    | Manager          |
| ----------------------- | ---------------- |
| Angel Service Nettuno 2 | Alberto D'Auria  |
| Città di Nettuno        | Guglielmo Trinci |
| Godo Knights            | Daniele Fuzzi    |
| Parma Baseball          | Gilberto Gerali  |
| Rimini Baseball         | Orlando Muñoz    |
| T&A San Marino          | Doriano Bindi    |
| Tommasin Padova         | Khelyn Smith     |
| UnipolSai Bologna       | Marco Nanni      |

## Risultati

### Regular season

#### Prima fase
| Prima giornata |                        |              |
| 27-28 marzo    |                        | 15-16 maggio |
| 4-3, 1-2       | Parma - Godo           | 1-2, 3-4     |
| 1-4, 3-7       | Nettuno 2 - San Marino | 5-8, 7-10    |
| 5-2, 3-2       | Rimini - Nettuno       | 1-0, 6-7     |
| 4-6, 16-4      | Bologna - Padova       | 3-2, 8-6     |

| Quarta giornata |                    |              |
| 17-18 aprile    |                    | 12-13 giugno |
| 0-1, 1-2        | Parma - Bologna    | 1-11, 2-7    |
| 4-0, 5-7        | Padova - Nettuno   | 6-7, 7-4     |
| 2-5, 4-10       | Nettuno 2 - Rimini | 0-5, 1-5     |
| 7-2, 3-2        | San Marino - Godo  | 2-10, 12-2   |

| Settima giornata |                    |            |
| 8-9 maggio       |                    | 3-4 luglio |
| 2-1, 10-5        | San Marino - Parma | 10-0, 8-1  |
| 1-0, 3-7         | Rimini - Godo      | 5-3, 0-1   |
| 6-2, 5-4         | Padova - Nettuno 2 | 4-5, 8-9   |
| 4-0, 4-9         | Nettuno - Bologna  | 1-11, 7-9  |

| Seconda giornata |                      |              |
| 3-4 aprile       |                      | 22-23 maggio |
| 1-3, 1-4         | Parma - Nettuno 2    | 6-7, 1-3     |
| 2-1, 19-9        | Nettuno - Godo       | 5-0, 2-0     |
| 4-6, 6-5         | San Marino - Bologna | 1-12, 3-5    |
| 3-0, 6-2         | Padova - Rimini      | 0-8, 6-2     |

| Quinta giornata |                      |              |
| 24-25 aprile    |                      | 19-20 giugno |
| 0-3, 4-5        | Padova - Parma       | 3-2, 2-3     |
| 2-0, 0-4        | Rimini - Bologna     | 1-5, 3-4     |
| 4-0, 4-7        | Nettuno - San Marino | 1-4, 3-4     |
| 6-0, 5-7        | Godo - Nettuno 2     | 1-2, 0-4     |

| Terza giornata |                     |              |
| 10-11 aprile   |                     | 29-30 maggio |
| 4-5, 9-5       | Nettuno - Parma     | 5-0, 3-4     |
| 8-1, 10-8      | Bologna - Nettuno 2 | 2-0, 8-3     |
| 2-1, 1-0       | Padova - Godo       | 2-0, 0-1     |
| 6-2, 7-5       | Rimini - San Marino | 8-10, 11-1   |

| Sesta giornata |                     |              |
| 1-2 maggio     |                     | 26-27 giugno |
| 0-4, 0-5       | Parma - Rimini      | 1-4, 1-10    |
| 1-2, 6-7       | San Marino - Padova | 2-4, 6-8     |
| 5-0, 1-2       | Bologna - Godo      | 8-0, 8-0     |
| 4-6, 7-6       | Nettuno 2 - Nettuno | 5-4, 2-3     |

#### Classifica prima fase
|    | Classifica Regular Season 2015 | PG | PV | PP | PCT  | PD   |
| -- | ------------------------------ | -- | -- | -- | ---- | ---- |
| 1. | UnipolSai Bologna              | 28 | 23 | 5  | .821 | 0.0  |
| 2. | Rimini Baseball                | 28 | 18 | 10 | .643 | 5.0  |
| 3. | Tommasin Padova                | 28 | 16 | 12 | .571 | 7.0  |
| 4. | T&A San Marino                 | 28 | 16 | 12 | .571 | 7.0  |
| 5. | Città di Nettuno               | 28 | 13 | 15 | .464 | 10.0 |
| 6. | Angel Service Nettuno 2        | 28 | 11 | 17 | .393 | 12.0 |
| 7. | Godo Knights                   | 28 | 9  | 19 | .321 | 14.0 |
| 8. | Parma Baseball                 | 28 | 6  | 22 | .214 | 17.0 |

- UnipolSai Bologna, Rimini Baseball, Tommasin Padova e T&A San Marino accedono alla seconda fase
- Città di Nettuno, Angel Service Nettuno 2, Godo Knights e Parma Baseball accedono alla Coppa Italia IBL

### Seconda fase
La seconda fase si è svolta dal 16 luglio al 29 agosto. Le squadre si sono affrontate in un girone all'italiana, giocando tre partite ogni weekend.

L'UnipolSai Bologna ha occupato il primo posto praticamente fin da subito, qualificandosi con largo anticipo. Il secondo posto per la finale è stato conteso tra il Rimini Baseball e la T&A San Marino: decisivi i risultati del penultimo turno, con i riminesi vincitori in 3 scontri diretti su 3.
| Prima/quinta giornata |                     |                 |
| 16-17-18 luglio       |                     | 20-21-22 agosto |
| 0-10, 2-3, 3-6        | Padova - Bologna    | 9-0, 3-14, 1-4  |
| 2-1, 4-6, 7-6         | San Marino - Rimini | 5-6, 1-3, 1-2   |

| Seconda/quarta giornata |                      |                 |
| 23-24-25 luglio         |                      | 13-14-15 agosto |
| 1-11, 3-2, 1-2          | San Marino - Bologna | 7-3, 5-6, 1-5   |
| 0-1, 5-9, 0-10          | Padova - Rimini      | 3-2, 1-5, 7-4   |

| Terza/sesta giornata      |                     |                 |
| 30-31 luglio - 1-2 agosto |                     | 27-28-29 agosto |
| 0-1, 6-3, 1-6             | Rimini - Bologna    | 0-6, 0-4, 3-7   |
| 8-6, 1-17, 1-4            | Padova - San Marino | 5-6, 3-4, 10-3  |

#### Classifica seconda fase
|    | Classifica seconda fase | PG | PV | PP | PCT  | PD  |
| -- | ----------------------- | -- | -- | -- | ---- | --- |
| 1. | UnipolSai Bologna       | 18 | 14 | 4  | .777 | 0.0 |
| 2. | Rimini Baseball         | 18 | 9  | 9  | .500 | 5.0 |
| 3. | T&A San Marino          | 18 | 8  | 10 | .444 | 6.0 |
| 4. | Tommasin Padova         | 18 | 5  | 13 | .277 | 9.0 |

### Italian Baseball Series
Bologna arrivava con i favori del pronostico, avendo vinto 8 scontri diretti su 10 e avendo sempre guidato il campionato fino a quel momento.

Ad aggiudicarsi lo scudetto è stato però il Rimini Baseball, il dodicesimo della sua storia, avendo espugnato il campo bolognese nelle prime due partite e vinto i due incontri successivi tra le mura amiche, per un 4-0 nella serie.

#### Risultati

##### Gara 1
| Bologna 3 settembre 2015, ore 21:00 Gara 1     | UnipolSai Bologna | 1 – 2 referto    | Rimini Baseball | Stadio Gianni Falchi |
| \| \| \| \| \| \| Doppi \| Mazzanti, Olmedo \| |                   |                  |                 |                      |
|                                                |                   |                  |                 |                      |
|                                                | Doppi             | Mazzanti, Olmedo |                 |                      |

##### Gara 2
| Bologna 4 settembre 2015, ore 21:00 Gara 2      | UnipolSai Bologna | 3 – 7 referto | Rimini Baseball | Stadio Gianni Falchi |
| \| \| \| \| \| Sambucci \| Doppi \| Mazzanti \| |                   |               |                 |                      |
|                                                 |                   |               |                 |                      |
| Sambucci                                        | Doppi             | Mazzanti      |                 |                      |

##### Gara 3
| Rimini 7 settembre 2015, ore 21:00 Gara 3     | Rimini Baseball | 3 – 0 referto   | UnipolSai Bologna | Stadio dei Pirati |
| \| \| \| \| \| \| Doppi \| Infante, Vaglio \| |                 |                 |                   |                   |
|                                               |                 |                 |                   |                   |
|                                               | Doppi           | Infante, Vaglio |                   |                   |

##### Gara 4
| Rimini 8 settembre 2015, ore 21:00 Gara 4      | Rimini Baseball | 7 – 0 referto | UnipolSai Bologna | Stadio dei Pirati |
| \| \| \| \| \| Olmedo \| Doppi \| Rodríguez \| |                 |               |                   |                   |
|                                                |                 |               |                   |                   |
| Olmedo                                         | Doppi           | Rodríguez     |                   |                   |

## Verdetti
- Campione d'Italia:   Rimini Baseball
- In finale di Coppa Italia:  UnipolSai Bologna